# The Payback (film)
The Payback è un film del 2006 diretto da Olivier Bonas.

## Produzione
Girato a San Pietroburgo, in Russia, è stato il primo film russo a ottenere fondi europei per la produzione cinematografica.